# Россиянов, Олег Константинович
Олег Константинович Россиянов (13 февраля 1921, Москва — 2016) — советский и российский литературовед и переводчик. Доктор филологических наук (1980). Крупный специалист по венгерской литературе.

## Биография
Родился 13 февраля 1921 года в Москве. В 1939 году закончил московскую школу с золотой медалью. В 1939 году была предоставлена отсрочка от призыва в армию в связи с болезнью (ангина). В 1940—1941 гг. учился на вечернем отделении Института философии, литературы и истории (ИФЛИ).
В начале 1941 года призван в армию, проходил срочную службу в Винницкой области УССР. С началом Великой Отечественной войны в составе своей части был направлен к западной границе СССР, после развала фронта отступил к Киеву. После отступления из Киева в сентябре 1941 года отходил через всю Слободскую Украину в Белгородскую область. В дальнейшем — отступление к Дону (Воронежская область), где был взят в плен союзными немцам венгерскими частями. Самостоятельно освободившись из плена, вновь присоединился к действующей армии. Летом 1943 года ранен в ногу на южном фланге Курской дуги (битва за Харьков). В результате ранения развилась гангрена, в 1944 году ногу ампутировали в госпитале в г. Пенза. Свой военный опыт впоследствии отразил в книге «Война-то вон когда была…».
В 1944—1949 годах учился на западном отделении филологического факультета Московского государственного университета имени Ломоносова. После окончания института в 1949—1952 гг. продолжил обучение в аспирантуре Института мировой литературы АН СССР (ИМЛИ АН СССР). После этого в течение полувека работал в ИМЛИ, в последние годы занимая должности ведущего научного сотрудника и ведущего научного сотрудника-консультанта.
Занимался переводами с венгерского языка (и стихов, и прозы), литературной критикой, литературоведением, став одним из ведущих унгаристов СССР. По словам переводчицы Оксаны Якименко, в СССР «до Олега Константиновича Россиянова, до его деятельности по переводам литературы, не переведенной вовремя, венгерская литература не помещалась в контекст мировой литературы, которая существовала вокруг неё». Переводил Э. Ади, М. Йокаи, Й. Дарваша, К. Миксата, Д. Костоланьи и др. Создал книги об Эндре Ади и Антале Гидаше, а также обзорные труды по венгерской литературе («Два века венгерской литературы», 1997 и др.).
Автор статей о литературе и писателях Венгрии в «Краткой литературной энциклопедии» и «Большой советской энциклопедии».
С 1968 года был членом Союза писателей СССР.

## Семья
С 1951 года был женат на Наталье Яковлевне Подольской, литературоведе, литературном критике, переводчике с польского языка. В браке родилось двое детей.

## Награды
- Орден «Малый крест Венгерской республики»

## Избранные сочинения
- Россиянов О. Венгерская литература после 1917 года. М., 1961
- Россиянов О. Матэ Залка. Критико-биографический очерк. M , 1964
- Россиянов О. Творчество Эндре Ади. — М. , 1967
- Россиянов О. Антал Гидаш. Очерк творчества. М., Худож. лит., 1970
- Россиянов О. Два века венгерской литературы. М.: Наследие, 1997
- Россиянов, Олег Константинович. «Война-то вон когда была…» : (жизнь вторая) / Олег Россиянов. — Москва : МИК, 2007